# Barreiras do Piauí
Barreiras do Piauí is een gemeente in de Braziliaanse deelstaat Piauí. De gemeente telt 3.485 inwoners (schatting 2009).